# Alleanza anglo-francese
L'alleanza anglo-francese è il nome dato all'alleanza tra Gran Bretagna e Francia tra il 1716 ed il 1731. Essa formò parte della quadriglia degli Stati nella quale le grandi potenze d'Europa cambiarono ripetutamente alleati per costruire alleanze di forza superiore.

## Creazione
Dopo la fine della Guerra di successione spagnola col Trattato di Utrecht, inglesi e francesi fecero coinvolgere i loro interessi nel fermare l'espansione spagnola e russa. La Francia, inoltre, aveva l'aggravante che il proprio re Luigi XV era ancora un bambino. I due stati cooperarono insieme nella Guerra della Quadruplice Alleanza per fermare gli spagnoli nel loro tentativo di conquistare parti dell'Italia. Poco dopo dovettero affrontare l'avanzata russa nel Mar Baltico.

## La fine dell'alleanza
La nascita del delfino nel 1725 fu una delle cause che iniziarono a dissolvere l'interesse francese nell'alleanza, dal momento che il loro futuro iniziava ad essere maggiormente certo. In Gran Bretagna un gruppo di austrofili suggerì che l'Austria sarebbe stato un partner migliore per la Gran Bretagna. Le azioni del primo ministro francese il cardinale Fleury erano inoltre sempre più protese a scontrarsi con la Gran Bretagna. Il fallimento della Francia nel supportare l'Inghilterra durante la Guerra anglo-spagnola del 1727-1729, convinse che l'alleanza non poteva più essere sostenuta e che le due potenze dovessero necessariamente tornare rivali. La fine dell'alleanza non venne mai formalmente dichiarata, ma si considera già terminata dal 1731.
Nel 1731 la Gran Bretagna vide chiaramente le azioni che il cardinale Fleury stava compiendo in Francia e concluse un'alleanza con l'Austria. Dal 1742 Gran Bretagna e Francia si scontrarono su fronti diversi nella Guerra di successione austriaca e nelle colonie dell'America del Nord. Alcuni storici hanno suggerito che tra il 1688 ed il 1815 Gran Bretagna e Francia siano state nemiche naturali nel periodo conosciuto come Seconda guerra dei cent'anni.

## Conseguenze
Dopo la sconfitta di Napoleone Bonaparte alla Battaglia di Waterloo nel 1815, la Gran Bretagna aiutò la Francia a restaurare la monarchia come prima della rivoluzione. I due stati divennero così alleati "informali", non facendosi più guerra sino ai nostri giorni. Nel 1904 i due stati conclusero l'Entente cordiale, un'alleanza diretta ad evitare l'espansione di Russia e Germania.